# ダイハツ・KF型エンジン
ダイハツ・KF型エンジンは、2005年（平成17年）11月からダイハツ工業が生産している軽自動車用エンジンの一つである。

## 概要
2006年（平成18年）以降に同社から発売された車種には、直列4気筒のJB型エンジンを搭載する車種が旧シャーシで残っているコペン1車種しかなく、また既存であった直列3気筒のEF型エンジンも生産開始から20年近くが経ち、モデル末期であったことから、これらのエンジンを廃止し、環境対応という形で新型3気筒エンジンを開発した。自然吸気仕様のKF-VEは2005年（平成17年）12月のエッセ、ターボ仕様のKF-DETは2006年（平成18年）6月のソニカから採用された。当初カタログに記載されたエンジン型式は、従来通りKF-VE、KF-DETとなっていたが、2010年（平成22年）のムーヴ登場時から単にKFとなった。正式にはKF-VE2、KF-VE3と移行しており、メーカーズプレートなどにはそのように記されている。短期間でのバージョンアップが繰り返されることから、ユーザーや販売現場での混乱を防ぐため単にKFと統一したものと思われる。
基本仕様は水冷直列3気筒DOHC12バルブ、内径63.0 mm×行程70.4 mm、総排気量658 ccとなっており、従来のEF型よりもロングストローク化が図られ、燃費向上・トルクアップ等を実現している。シリンダーブロックはアルミ製で、樹脂部品も多用した結果、重量は660 ccクラスとしては最軽量の47 kg（エンジン単体・乾燥重量・2011年3月現在）を達成している。構造的には、同社のブーン（1,000 ccモデル）やトヨタ自動車（以下トヨタ）のパッソ（1,000 ccモデル）およびiQ（1,000 ccモデル）、ベルタ（1,000 ccモデル）、2代目および3代目ヴィッツ（1,000 ccモデル）などに搭載されている1KR-FE型エンジンと、ボアピッチを合わせるなど、生産設備を共用しやすいような造りとなっている。
なお、KF型の登場に伴い、フルモデルチェンジやマイナーチェンジによりEF型は整理されており、最後までEF型を積んだテリオスキッドも2012年（平成24年）5月で生産を終了した。また、同社製軽自動車の富士重工業（スバル）およびトヨタへのOEM供給開始により、KF型搭載のディアスワゴン、およびルクラ、2代目プレオ、同2代目ステラ、7代目サンバー、ピクシスシリーズ4車種（スペース、トラック、バン、エポック）がそれぞれ登場した。
2012年（平成24年）4月スバル・サンバーへのOEM供給開始に伴い、耐久性と信頼性を向上させた赤帽車向けのKF型が登場した。

### 第2世代KFエンジン
2010年（平成22年）12月発売の5代目ムーヴ（2011年〈平成23年〉5月発売の2代目スバル・ステラ含む）から採用されたエンジン。大きな変更点としては、「i-EGR」と樹脂製電子スロットルボディの採用がある。i-EGRは、ムーヴラテ以降搭載されている触媒早期活性化システムで既に用いられている、燃焼時に発生するイオン電流を検出して燃焼状態を診断するシステムを、ポンピングロスの低減を狙ったEGRの導入量制御に応用したものである。樹脂製電子スロットルボディは、重量増を避けつつきめ細かい吸気量制御に加えオートマチックトランスミッションとの協調制御も可能とする。ダイハツはi-EGRは世界初、樹脂製電子スロットルボディは国内初としている。
その他、燃焼室形状、ピストン形状、オイルシール、タイミングチェーン、ウォーターポンプなどの変更で燃焼効率向上と機械損失を低減している。
2011年（平成23年）6月よりムーヴコンテ（トヨタ・ピクシススペース含む）、タントのNA全車とミラココアの4WD車に、同年7月からはタントエグゼ（スバル・ルクラ含む）のNA全車とミラ（2代目スバル・プレオ含む）の4WD・CVT車に、同年9月からはミライース（トヨタ・ピクシスエポック含む）の全車に、更に2014年（平成26年）9月からはハイゼットトラック（2代目トヨタ・ピクシストラック、および8代目スバル・サンバートラック含む）に、2015年（平成27年）4月からはハイゼットカーゴ（初代トヨタ・ピクシスバン、および7代目スバル・サンバーバン含む）、およびハイゼットデッキバン（初代スバル・サンバーオープンデッキ含む）にそれぞれ搭載された。

### 第3世代KFエンジン
2014年（平成26年）7月一部改良のミライース、およびトヨタ・ピクシスエポック、スバル・プレオプラスから採用されたエンジン。大きな変更点としては、高圧縮比化（11.3→12.2）、吸気ポートの改良、高着火スパークプラグを採用したことで熱効率を高め、高圧縮比化に伴うノッキング回避のためにミラーサイクル化して、デュアルインジェクタを採用した事である。これによりポンピングロスの低減と燃焼安定化を同時に実現した。更に「エコ発電制御」は発電制御を見直したことでエンジンブレーキ時の発電量をより高め、加速や走行時の発電を抑制することでエンジン負荷を低減し、低燃費化に貢献している。ただし、従来の第2世代KFエンジンに対し最高出力、および最大トルクはそれぞれスペックダウンしている。
エンジン型式は第2世代同様KFと変わらず、ダイハツでは第3世代KFエンジンと呼称している。

### 第4世代KFエンジン
2019年（令和元年）7月フルモデルチェンジのタント、およびスバル・シフォンから採用されたエンジンで、DNGA（ダイハツ・ニュー・グローバル・アーキテクチャー）が市販品として初めて採用された。ボア、ストロークなどの基本諸元が変わらないため引き続きKF型を称するが、大半の部品に何らかの手が入っている。大きな特徴としては軽自動車を含む4輪車用の4バルブヘッドのガソリンエンジンとしては世界初となる半球型燃焼室が採用されたほか、高EGR下での燃焼を改善するために導入した量産エンジンでは日本初となるマルチスパーク点火、霧化性能の高いスワールインジェクター（NAのみ）がある。吸気ポートは高タンブル指向であり、燃焼効率の向上と燃焼速度のアップを実現している。これらにより、最大熱効率はNAエンジンで35%を称する。なお、ターボエンジンは、先代よりもトルクを重視しており、圧縮率がわずかに低くなっている。新開発のDCVTと組み合わせることにより実用域での燃費向上を図っている。

## 系譜
- AB型（水冷直列2気筒・1976年）→EB型（これより水冷直列3気筒・1985年）→EF型（1990年）→KF型（2005年）

## バリエーション・搭載車種

### KF-VE
DVVT付DOHC12バルブ・EFI・NA
- 排気量　658 cc

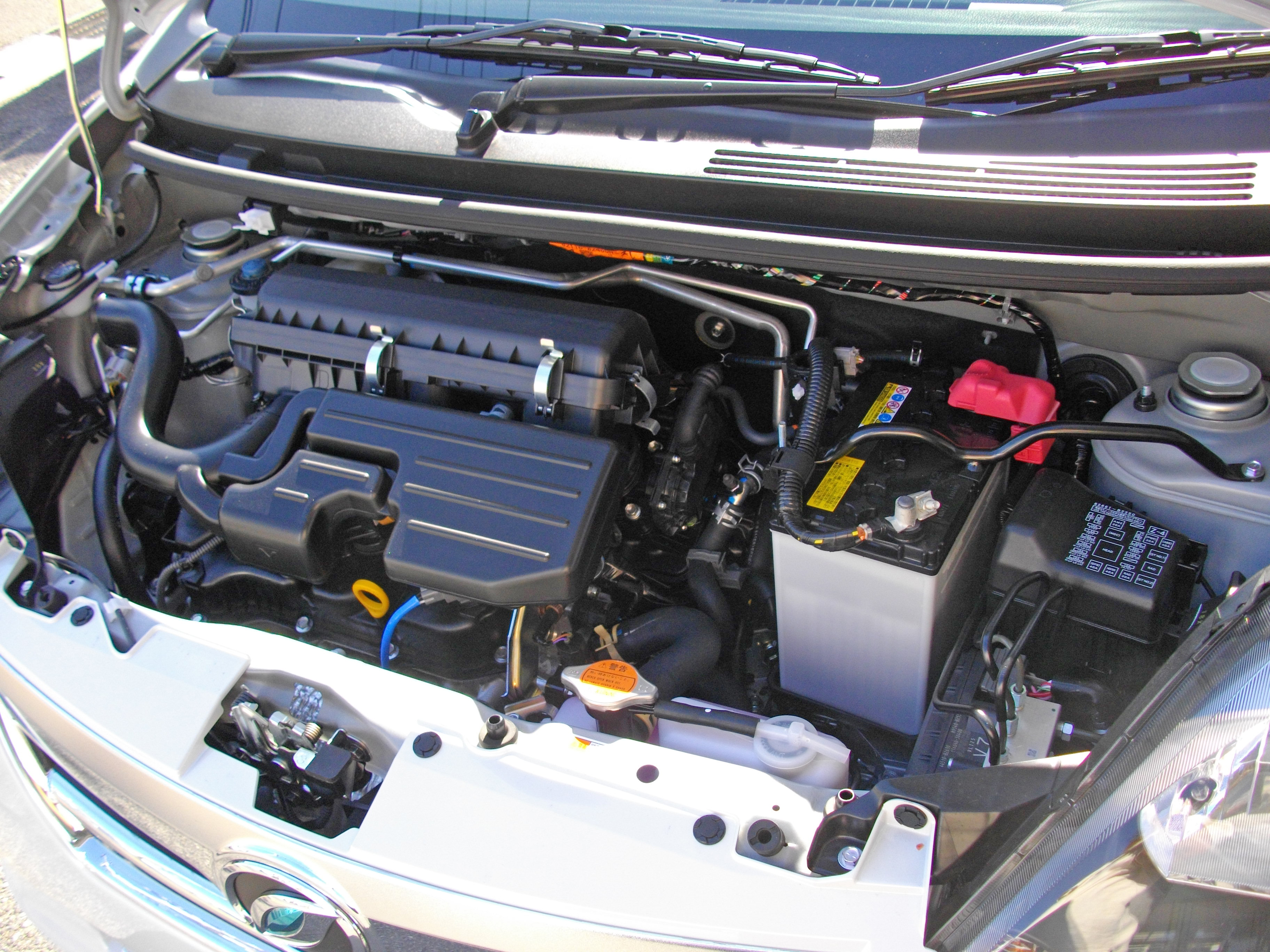

- ボア×ストローク　63.0×70.4（mm）
- ボアピッチ　78 mm
- 圧縮比　10.8
- 出力・トルク
  - (1) 37 kW (50 PS)/5,700 rpm 64 N・m (6.5 kg・m)/4,000 rpm
  - (2) 39 kW (53 PS)/7,000 rpm 64 N・m (6.5 kg・m)/4,000 rpm
  - (3) 43 kW (58 PS)/7,200 rpm 65 N・m (6.6 kg・m)/4,000 rpm

### KF-VE2
- 排気量　658 cc
- ボア×ストローク　63.0×70.4（mm）
- ボアピッチ　78 mm
- 圧縮比　10.8
- 出力・トルク
  - (4) 38 kW (52 PS)/7,200 rpm 60 N・m (6.1 kg・m)/4,000 rpm

### KF-VE3
- 排気量　658 cc
- ボア×ストローク　63.0×70.4（mm）
- ボアピッチ　78 mm
- 圧縮比　11.3
- 出力・トルク
  - (5) 38 kW (52 PS)/6,800 rpm 60 N・m (6.1 kg・m)/5,200 rpm
  - (6) 34 kW (46 PS)/5,700 rpm 60 N・m (6.1 kg・m)/4,000 rpm
  - (7) 39 kW (53 PS)/7,200 rpm 60 N・m (6.1 kg・m)/4,000 rpm

### KF-VE4
- 排気量　658 cc
- ボア×ストローク　63.0×70.4（mm）
- ボアピッチ　78 mm
- 圧縮比　11.3
  - (8) 38 kW (52 PS)/6,800 rpm 60 N・m (6.1 kg・m)/5,200 rpm

### KF-VE5
- 排気量　658cc
- ボア×ストローク　63.0×70.4（mm）
- ボアピッチ　78 mm
- 圧縮比　12.2
- 出力・トルク
  - (9) 36 kW (49 PS)/6,800 rpm 57 N・m (5.8 kg・m)/5,200 rpm

アトキンソンサイクル、およびデュアルインジェクタとの組み合わせ仕様

### KF-VE6
- 排気量　658 cc
- ボア×ストローク　63.0×70.4（mm）
- ボアピッチ　78 mm
- 圧縮比　11.5
  - (10) 38 kW (52 PS)/6,900 rpm 60 N・m (6.1 kg・m)/3,600 rpm

マルチスパーク点火機構、および半球型燃焼室採用

#### 搭載車種
- L235系エッセ(3)
- L275系ミラ、2代目スバル・プレオ(3)(4)
- L175系ムーヴ(3)
- S201系ダイハツ・ハイゼットトラック(1)(2)/トヨタ・ピクシストラック(1)(2)/サンバートラック(1)(2)
- S500系ダイハツ・ハイゼットトラック(6)(7)/トヨタ・ピクシストラック(6)(7)/スバル・サンバートラック(6)(7)
- S321系ハイゼットカーゴ（デッキバン含む）(1)(2)(6)(7)/トヨタ・ピクシスバン(1)(2)(6)(7)/サンバーバン（オープンデッキ含む）(1)(2)(6)(7)
- L375系タント(3)
- L455系タントエグゼ、スバル・ルクラ(3)
- L575系ムーヴコンテ(3)(4)/トヨタ・ピクシススペース(4)
- LA100系ムーヴ、2代目スバル・ステラ(4)
- LA600系タント(8)
- LA300系ミライース(5)(8)(9)/トヨタ・ピクシスエポック(5)(8)(9)/スバル・プレオプラス(5)(8)(9)
- LA700系ウェイク(4)/トヨタ・ピクシスメガ(4)
- LA250系キャスト（スポーツ除く）(4)/トヨタ・ピクシスジョイ（ジョイS除く）(4)
- LA800系ムーヴキャンバス(8)
- LA550系ミラトコット(8)
- LA650系タント(10)/スバル・シフォン(10)

#### トランスミッション
- 5MT（エッセ「ECO」「L(2WD)」「CUSTOM(2WD)」、ミラ「L」、ミラバン全車、L175系ムーヴ「L」、2代目スバル・プレオ「F」、2代目スバル・プレオバン全車、ハイゼットトラック全車、ハイゼットカーゴ全車、トヨタ・ピクシストラック全車、トヨタ・ピクシスバン全車、7代目／8代目スバル・サンバートラック全車、7代目スバル・サンバーバン全車）
- 3AT（エッセ「D」「L」、ミラ「L」、ミラバン全車 (2010年3月以前)、9代目ハイゼットトラック「農用スペシャル」「ダンプシリーズ」除く全車、10代目ハイゼットカーゴ「クルーズターボ」除く全車（2010年7月以前）、初代トヨタ・ピクシストラック「スペシャル "農用バージョン"」除く全車、7代目スバル・サンバートラック「JAサンバー TCプロフェッショナル」「ダンプシリーズ」除く全車）
- 4AT（エッセ「X」「CUSTOM」、ミラ「X」、ミラカスタム「L(前期型)」、ミラバン全車 (2010年4月以降)、ムーヴコンテ「L」「L Limited」、L175系ムーヴ「L」「X(前期型)」、タント「L」「X」、2代目スバル・プレオバン全車、ハイゼットカーゴ全車（2010年8月以降）、10代目ハイゼットトラック「スタンダード "農用スペシャル"」除く全車、初代トヨタ・ピクシスバン全車、2代目トヨタ・ピクシストラック「スタンダード "農用スペシャル"」除く全車、7代目スバル・サンバーバン全車、8代目スバル・サンバートラック「JAサンバー TCプロフェッショナル」除く全車）
- CVT（ミラカスタム「L(後期型)」「X」、ムーヴコンテ／トヨタ・ピクシススペース「X」「X Limited」、L175系ムーヴ「S」「X(後期型)」「X Limited」及びミラ／タントの各「X Limited」、LA100系ムーヴ全車、LA300系ミライース／トヨタ・ピクシスエポック／スバル・プレオプラス全車、カスタム「RS」を除くスバル・ルクラ全車、2代目スバル・プレオ「L」「L Limited」、2代目スバル・プレオカスタム「R」、2代目スバル・ステラ全車、LA700系ウェイク／トヨタ・ピクシスメガ全車、LA250系キャスト／トヨタ・ピクシスジョイ全車、LA800系ムーヴキャンバス全車、LA550系ミラトコット全車）

### KF-DET
DOHC12バルブ・EFI・ターボ
- 排気量　658 cc
- ボア×ストローク　63.0×70.4（mm）
- 圧縮比　9.0
- 出力・トルク
  - (1) 47 kW (64 PS)/5,700 rpm 103 N・m (10.5 kg・m)/2,800 rpm
  - (2) 47 kW (64 PS)/6,000 rpm 103 N・m (10.5 kg・m)/3,000 rpm

### KF-DET2
- 排気量　658 cc
- ボア×ストローク　63.0×70.4（mm）
- 圧縮比　9.0
- 出力・トルク
  - (3) 47kW (64 PS)/6,400 rpm 92 N・m (9.4 kg・m)/4,000 rpm

### KF-DET3
- 排気量　658 cc
- ボア×ストローク　63.0×70.4（mm）
- 圧縮比　9.0
- 出力・トルク
  - (3) 47kW (64 PS)/6,400 rpm 92N・m (9.4 kg・m)/4,000 rpm

アイドリングストップシステムとの組み合わせ仕様

### KF-VET
- 排気量　658 cc
- ボア×ストローク　63.0×70.4（mm）
- 圧縮比　9.5
- 出力・トルク
  - (4) 47 kW (64 PS)/6,400 rpm 92 N・m (9.4 kg・m)/3,200 rpm

ターボにDVVTを初採用

### KF-VET2
- 排気量　658 cc
- ボア×ストローク　63.0×70.4（mm）
- 圧縮比　9.0
- 出力・トルク
  - (5) 47kW (64 PS)/6,400 rpm 100N・m (10.2 kg・m)/3,600 rpm

マルチスパーク点火機構、および半球型燃焼室採用

#### 搭載車種
- L405系ソニカ（全車）(2)
- L275系ミラ（カスタム「RS」）/スバル・プレオ（カスタム「RS」）(2)
- L175系ムーヴ（カスタム「R」「R Limited」「RS」）(2)
- S321系アトレーワゴン/スバル・ディアスワゴン（全車）(1)
- S321系ハイゼットカーゴ（クルーズターボ）(1)/トヨタ・ピクシスバン（クルーズターボ）(1)/スバル・サンバーバン（VCターボ）(1)
- L375系タント（カスタム「RS」）(2)
- L455系タントエグゼ（カスタム「RS」）/スバル・ルクラ（カスタム「RS」）(2)
- L575系ムーヴコンテ（カスタム「RS」）/トヨタ・ピクシススペース（カスタム「RS」）(2)
- LA100系ムーヴ（カスタム「RS」）(3)/スバル・ステラ（カスタム「RS」）(3)
- LA600S系タント(5)/スバル・シフォン(4)
- LA400K系コペン(4)/コペン GR SPORT（トヨタ及びダイハツで販売）」(4)
- LA700系ウェイク（「X」、および「G」）/トヨタ・ピクシスメガ（「X」、および「G」）
- LA250系キャスト（アクティバ「Gターボ」、およびスタイル「Gターボ」、スポーツ全車）/トヨタ・ピクシスジョイ（ジョイC「Gターボ」、およびジョイF「Gターボ」、ジョイS全車）
- LA650系タント(5)/スバル・シフォン(5)

#### トランスミッション
- 5MT(ハイゼットカーゴ「クルーズターボ」、トヨタ・ピクシスバン「クルーズターボ」、7代目スバル・サンバーバン（VCターボ）、コペンローブ)
- 4AT(L175系ムーヴカスタム「R(前期型)」「R Limited」・アトレーワゴン全車・ハイゼットカーゴ「クルーズターボ」・トヨタ・ピクシスバン「クルーズターボ」・7代目スバル・サンバーバン「VCターボ」)
- CVT(ムーヴカスタム「R(L175系後期型)」「RS」及びその他全車種、スバル・ルクラカスタム「RS」、2代目スバル・プレオカスタム「RS」、2代目スバル・ステラカスタム「RS」、トヨタ・ピクシススペースカスタム「RS」、コペンローブ、ウェイク「X」/「G」、トヨタ・ピクシスメガ「X」/「G」、キャストアクティバ「Gターボ」、キャストスタイル「Gターボ」、キャストスポーツ全車、ピクシスジョイC「Gターボ」、ピクシスジョイF「Gターボ」、ピクシスジョイS全車)

### KF-VE改
DOHC12バルブ・EFI・CNG
- 排気量　658 cc
- ボア×ストローク　63.0×70.4（mm）
- 圧縮比　12.8
- 出力・トルク
  - (1) 33 kW (45 PS)/7,200 rpm 64 N・m (5.4 kg・m)/4,000 rpm
  - (2) 29 kW (39 PS)/6,400 rpm 52 N・m (5.3 kg・m)/4,000 rpm

#### 搭載車種
- (1) L275系ミラバンCNG車
- (2) S321系ハイゼットカーゴCNG車

#### トランスミッション
- 4AT（L275系ミラバンCNG車）
- 3AT（S321系ハイゼットカーゴCNG車）